# Verklaring van Cusco
De Verklaring van Cusco aangaande de Zuid-Amerikaanse Statengemeenschap is een twee pagina's lange intentieverklaring van de 12 Zuid-Amerikaanse regeringsleiders, ondertekend op 8 december 2004, tijdens de Derde Presidentiële Zuid-Amerikaanse Top, in Cusco, Peru. Het document riep op tot politieke, sociale, economische en monetaire integratie alsook samenwerking op het vlak van milieu en infrastructuur. De Verklaring van Cusco kondigde de stichting aan van de Zuid-Amerikaanse Statengemeenschap. In 2008, bij de ondertekening van het oprichtingsverdrag, werd de organisatie formeel herdoopt tot de Unie van Zuid-Amerikaanse Naties (UZAN).
De Verklaring van Cuzco werd getekend door de vier landen van de Mercosur (Argentinië, Brazilië, Paraguay en Uruguay), de leden van de Andesgemeenschap (Bolivië, Colombia, Ecuador, Peru en Venezuela) en door Chili, Guyana en Suriname.
Cusco was de historische hoofdstad van de Inca's.